# Каменец-Подольский союз русских националистов
Каменец-Подольский Союз русских националистов — правая организация, по идеологии близкая к Всероссийскому национальному союзу, созданная в Каменце-Подольском (ныне — Хмельницкая область, Украина) 11 ноября 1911 года. Основателем Союза считался Иван Егорович Ракович, по происхождению принадлежавший к полтавскому дворянству, действительный статский советник, член государственного совета и убеждённый монархист.
Союз декларировал своей целью «укрепление и защиту общих русских интересов в Западной России». Являясь формально самостоятельной организацией, она, тем не менее, держалась в русле политики влиятельного Киевского клуба русских националистов.
Союз объединял преимущественно православное дворянство Подолья, высокий годовой взнос (3 рубля) по сути, закрывал его двери для малообеспеченных слоёв населения. Участники Союза делились на «учредителей», «почётных членов» и «действующих членов». В октябре 1913 года в рамках Союза был создан «Русский национальный клуб в городе Каменец-Подольский», по аналогии с киевской организацией называемый «Каменец-Подольский клуб русских националистов». Учредителем Клуба являлся Совет Союза в лице председателя И. Е. Раковича и членов Союза Алмазова, Евтушевского, Жантиева, Лехновича, Моралевича, Саченко, Синегуба и Четверикова.
Активность Союза, равно как и клуба, высокая в 1911—1914 гг., спала к 1916—1917 годам. Сведений о деятельности клуба в период революции 1917 года не сохранилось. По утверждению А. Царинного (возможно, псевдоним А. В. Стороженко) Иван Егорович Ракович был расстрелян в 1920 году одесскими чекистами. О судьбе других членов Союза достоверных сведений не имеется.